# Eduard Suess

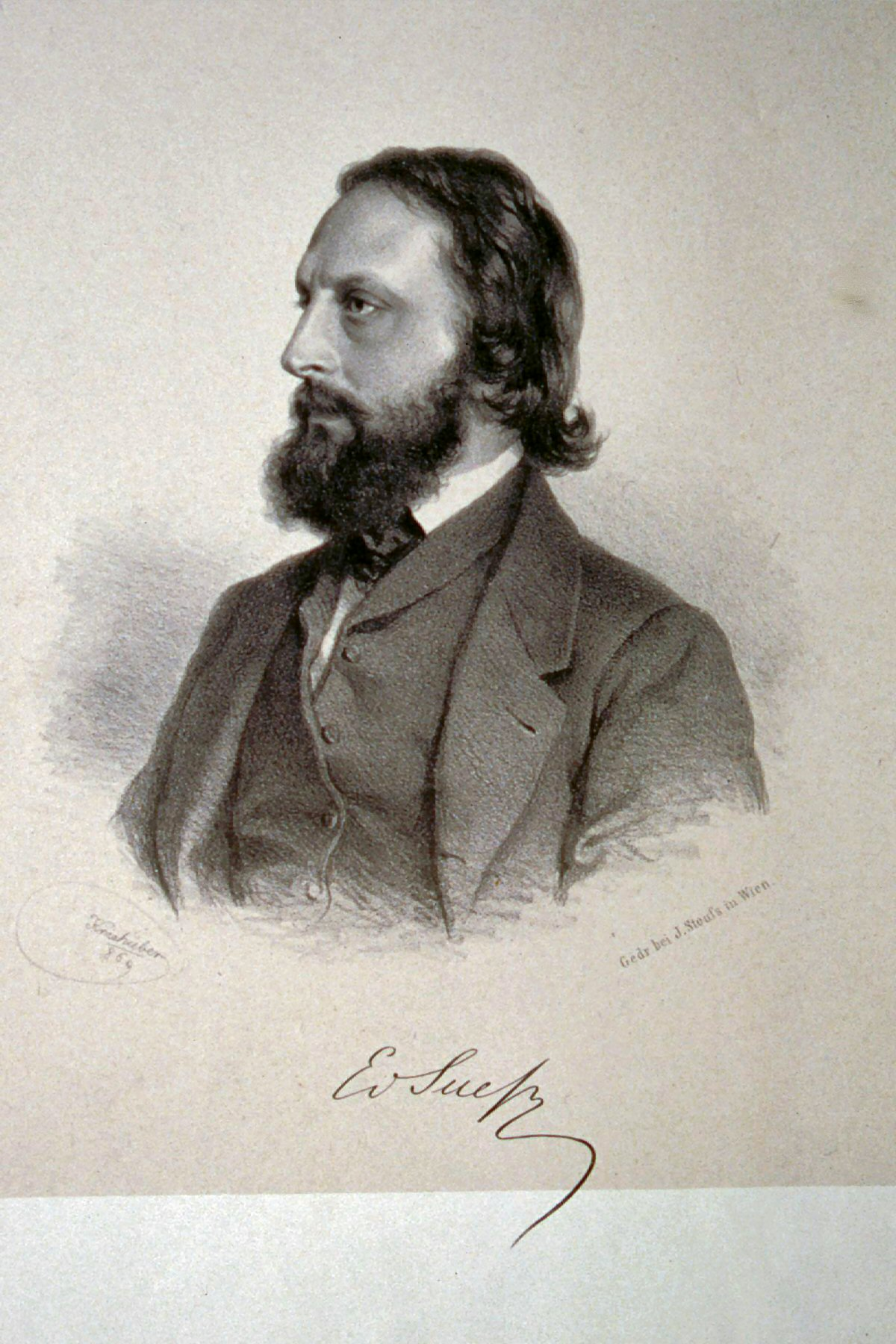
Eduard Sueß, Lithographie von Josef Kriehuber, 1869

Porträt von Eduard Suess (ohne Fotograf, ohne Jahr)

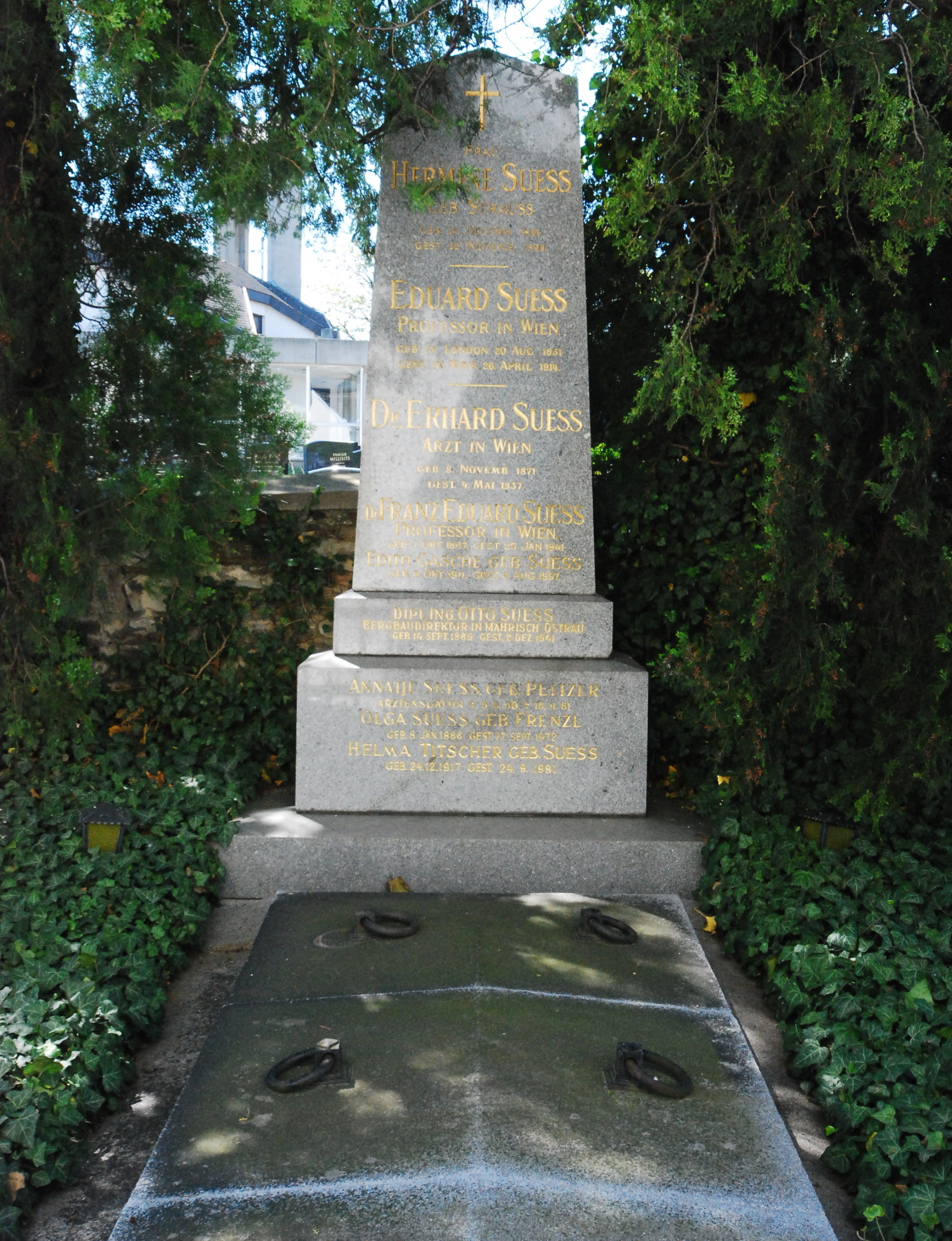
Grabstätte auf dem Friedhof von Marz

Eduard Suess (* 20. August 1831 in London; † 26. April 1914 in Wien) war ein österreichischer Geologe und Politiker des 19. Jahrhunderts und wurde bekannt als Experte für den tektonischen Bau der Alpen. Auf ihn sind zwei wesentliche paläo-geographische Entdeckungen zurückzuführen: der ehemalige Superkontinent Gondwana und die Tethys.

## Leben
Karl Adolph Eduard Suess wurde in London in die kinderreiche Familie des sächsischen protestantischen Kaufmanns Adolph Sueß (1797–1862) und seiner Gattin Eleonore Friederike Zdekauer (1806–1884) geboren. Als er das Alter von drei Jahren erreichte, zog die Familie zuerst nach Prag, wo weitere Geschwister zur Welt kamen, und 11 Jahre später nach Wien um. Bereits in jungen Jahren war er an der Geologie interessiert und publizierte im Alter von 19 Jahren, als Assistent im Hof-Naturalien-Cabinet in Wien, sein erstes Thesenpapier über die Geologie von Karlsbad.
Im Jahre 1857 wurde Eduard Suess – ohne über Doktorat oder Habilitation zu verfügen – an der Universität Wien zum Professor ernannt, zunächst für Paläontologie, 1862 für Geologie. Ein Schüler von Suess war Carl Emanuel Burckhardt. Außer seiner Tätigkeit als Universitätsprofessor war er auch als Politiker im Wiener Gemeinderat und als Abgeordneter der Liberalen im Niederösterreichischen Landtag aktiv. In diesen Funktionen betrieb er vorrangig die Wiener Donauregulierung und den Bau der I. Wiener Hochquellenwasserleitung. Aus diesem Grund erhielt er auch die damals noch vorwiegend den Adeligen vorbehaltene Ehrenbürgerschaft von Wien. Eine Büste beim Hochstrahlbrunnen des Wiener Schwarzenbergplatzes erinnert daran. In den Jahren von 1898 bis 1911 war er Präsident der Akademie der Wissenschaften in Wien.
Eduard Suess wurde im Jahr seines Todes in Márcfalva (heute Marz) bei Mattersburg bestattet.
Sein Sohn Franz Eduard Suess (1867–1941) wurde ebenfalls Geologe und war Professor an der Technischen Hochschule in Prag und an der Universität Wien. Sein Enkel Hans Eduard Suess (1909–1993) wurde Chemiker und Kernphysiker und war Professor an der University of California in La Jolla.

## Werk
Seit 1857 begann er allmählich seine Thesen über die Entstehung der Alpen zu entwickeln. In Weiterentwicklung der Geosynklinaltheorie des Nordamerikaners James Dwight Dana kam er zu dem Schluss, dass die Alpen im Wesentlichen durch langsame seitliche (laterale) Einengungsbewegungen der Erdkruste, wie Faltung und Überschiebung, in diesem Fall eine asymmetrische Bewegung der Gesteinsschichten in Richtung Norden, geformt wurden. Als treibende Kraft nahm er, wie Dana, die Schrumpfung der Erdkruste durch die Abkühlung des Erdkörpers an. Bisher hatten die europäischen Geologen, in Anlehnung an James Hutton und Leopold von Buch, meist geglaubt, dass sich die Gebirgsketten v. a. durch vertikal wirkende vulkanische Kräfte aus dem Untergrund erhöben. Suess hielt den Vulkanismus aber eher für eine Folge der Gebirgsbildung (Orogenese) und nicht für seine Ursache. Die Asymmetrie der Gebirgsketten erklärte er durch das Abrutschen der Gesteinsschichten auf die eingesunkenen Vorländer.
Suess plante mit Karl Junker die 1873 eröffnete I. Wiener Hochquellenwasserleitung, die Wien seither mit Trinkwasser aus dem Gebiet Rax-Schneeberg versorgt.
Im weiteren Verlauf seiner Karriere seit 1878 versuchte sich Suess an einer groß angelegten Zusammenfassung der geologischen Kenntnisse seiner Zeit, wobei er die gesamte Gestalt der Ozeane und Kontinente mit ihren Gebirgsketten betrachtete. Lyells alte „Fahrstuhl-Tektonik“ (langsames Auf und Ab der Festlandsmassen, mit entsprechend langsamer Erosion und Überflutung) hielt er, seit seiner Beschäftigung mit der komplexen Tektonik der Alpen, für ungeeignet. Stattdessen versuchte er, ähnlich wie Élie de Beaumont einige Jahrzehnte zuvor, sein tektonisches Modell mit der Entwicklungsgeschichte der Erde zu verbinden, wie sie in den Sedimentgesteinen überall auf der Welt überliefert worden war. Allerdings tat er dies auf eine viel differenziertere Weise: Suess nahm an, dass der Einbruch eines Ozeanbeckens ein weltweites Sinken des Meeresspiegels (Regression) bewirken würde. Dieses führe dann zu einer verstärkten Erosion der entblößten Festländer, dies wiederum zu vermehrtem Eintrag von Sedimenten in die Ozeane, bis diese gefüllt sind, und dies schließlich zu einem erneuten Anstieg des Meeresspiegels (Transgression). Mit der Einführung des (heute noch gebräuchlichen) Konzepts der eustatischen Meeresspiegelschwankungen lieferte er eine plausible Erklärung, warum verschiedene geologische Einheiten, wie Jura, Kreide usw., überhaupt weltweit in ähnlicher Gestalt ausgebildet sind und sich miteinander korrelieren lassen.
Im Gegensatz zu Dana hielt Suess die Ozeane also für relativ junge und veränderliche Strukturen, und nicht für uralte, primordiale Einsturzbecken, die schon seit der Zeit der ersten Krustenbildung des Erdkörpers bestünden. Suess’ Aussage „Der Zusammenbruch des Erdballs ist es, dem wir beiwohnen“ wurde zum Kernsatz seines geologischen Weltbildes.
Aufgrund solcher Überlegungen kam Suess zu dem Schluss, dass Afrika und Europa einstmals eng verbunden waren und dass die nördlichen Alpen einst der Grund eines Ozeans gewesen waren, von dem das Mittelmeer nur noch ein Überbleibsel darstellte. Obwohl größere Teile dieser These heute nicht mehr akzeptiert werden (unter anderem weil die Theorie der Plattentektonik zu Suess’ Zeiten noch nicht entwickelt worden war), lag er mit dieser These so nahe an den Tatsachen, dass ihm die Entdeckung des Tethys-Ozeans zugeschrieben wird, dem er 1893 diesen Namen verlieh.
Suess führte in seiner Diskussion über den Aufbau des Erdinneren abgeleitet von den Hauptbestandteilen auch die Abkürzungen
- NiFe (Nickel, Eisen) für den Erdkern,
- SiMa (Silizium, Magnesium) für die innere (ozeanische) Erdkruste und
- SiAl (Silizium, Aluminium) für die äußere (kontinentale) Erdkruste

ein..
Zu seinen weiteren wichtigen Entdeckungen zählt, dass eine bestimmte Farngattung Glossopteris in Fossilien Südamerikas, Afrikas und Indiens zu finden ist (dass diese Farngattung auch in antarktischen Fossilien vorkommt, konnte Suess zu diesem Zeitpunkt noch nicht wissen). Seine Erklärung für diese Tatsache war, dass diese drei Erdteile einstmals als „Superkontinent“ vereinigt gewesen waren. Diesen nannte er „Gondwana“ (so viel wie „Land der Gond“) bzw. „Gondwana-Land“. Damit widersprach er der bis dahin vorherrschenden Meinung, identische oder nah verwandte Arten seien über Landengen wie die von Panama, von einem Kontinent zum anderen gewandert. Er glaubte, dass die Kruste zwischen diesen Erdteilen im Laufe des Tertiär eingesunken sei, sprich die Landbrücken vorher ganze Kontinente ausgemacht hätten. Dass die Landmassen auseinanderdrifteten, war ihm noch nicht bekannt, jedoch begriff er als Erster, dass der ostafrikanische Graben aufgrund von lateralen Ausdehnungsbewegungen entstanden sein musste, die zur Ausdünnung der Erdkruste und zur Bildung eines Grabenbruchs führten.
Die regionale, im zentralen Paratethys-Bereich verwendete chronostratigraphische Stufe des Sarmatium (Miozän, Neogen) wurde von ihm erstmals 1866 publiziert. Nikolaj Barbot de Marny hatte diesen Namen anscheinend in einem Brief an Eduard Suess vorgeschlagen; der Brief selber ist nicht erhalten. In der Arbeit von 1866 vermerkte Eduard Suess deshalb ausdrücklich die Mitautorschaft von Barbot de Marny an dem Namen Sarmat(ium).

## Wirkung

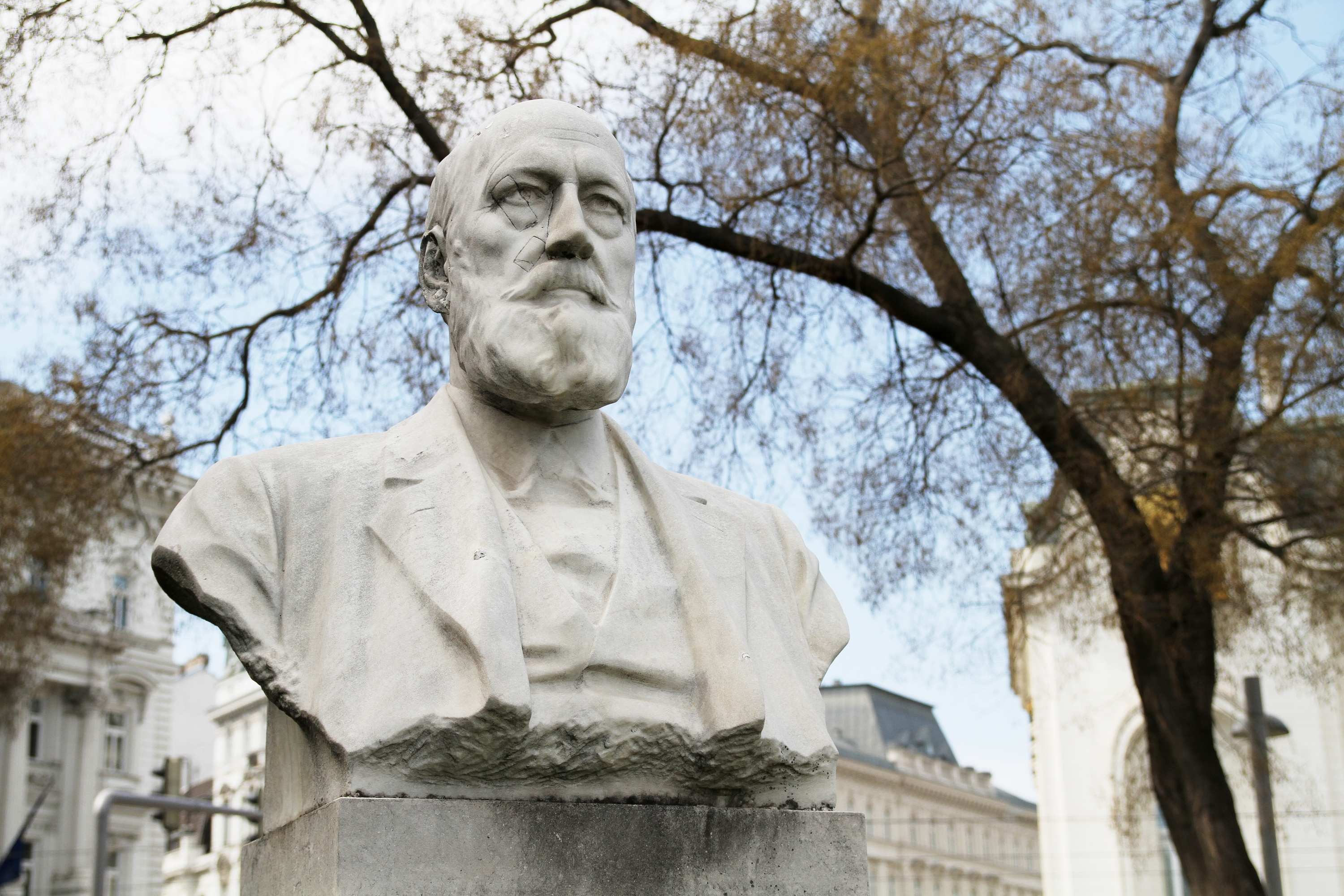
Denkmal auf dem Wiener Schwarzenbergplatz

Suess veröffentlichte 1883 eine Zusammenfassung seiner Ideen in dem Werk Das Antlitz der Erde, das viele Jahre lang ein geschätztes Lehrbuch der Geologie war. In dieser Arbeit führte Suess, neben den Begriffen Lithosphäre und Hydrosphäre, auch den Begriff der Biosphäre ein, der später von unorthodoxen Denkern, wie Pierre Teilhard de Chardin oder dem Geochemiker Wladimir Wernadski weiter ausgebaut wurde. Die Beschäftigung mit der allgegenwärtigen Rolle von lebenden Organismen auf die geologische Entwicklung der Erde, und die komplexen Wechselwirkungen zwischen selbstregulierenden Zyklen, wie dem Kreislauf der Gesteine, dem Wasserkreislauf in der Atmosphäre und im Meer, dem Nahrungskreislauf etc., führten letztendlich zu so umstrittenen Vorstellungen wie der Gaia-Theorie.
In einer späteren Ausgabe seines Werkes von 1904 versuchte Suess zudem naturalistische Erklärungen für den biblischen Sintflut-Bericht zu finden: er hielt die Flut für das tragische Zusammentreffen eines seismischen Ereignisses mit einem tropischen Sturm am Südende des Persischen Golfs und einem Tsunami, der Überlebende in seetüchtigen Booten bis in die Bergländer im Norden des heutigen Irak gespült haben könnte. Das Aufbrechen der Brunnen der Großen Tiefe (1 Gen 7,11) führte er auf das bekannte Phänomen von Quellen in den Schwemmgebieten großer Flüsse zurück, die während eines Erdbebens plötzlich mehr Wasser ausspeien.
Suess’ Vorstellungen über das Versinken von Erdkruste in neuen Ozeanbecken und die damit mögliche Verknüpfung der verschiedenen Kontinente wurde breit rezipiert. Sie wurde ebenso von Esoterikern wie Helena Blavatsky oder Privatgelehrten und Publizisten wie Ignatius Donnelly verwendet, um z. B. einen realen Kern der Atlantissage und anderer hypothetischer Kontinente zu erklären und weiter auszudeuten.
1937 übertrug der südafrikanische Geologe Alexander Du Toit in Suess’ Namen Tethys und Gondwana auf die Gegebenheiten in Alfred Wegeners Kontinentaldrift-Theorie. Du Toits Name Laurasia für den ehemaligen Superkontinent nördlich der Tethys geht auf Suess’ Bezeichnung „Laurentia“ für das Gebiet zurück, das wir heute als Kanadischen Schild kennen. Der Name Laurentia wurde 1977 von einer Autorengruppe um Alfred M. Ziegler auch auf den erdgeschichtlichen Kontinent Laurentia übertragen. Die von Wegener verwandten Bezeichnungen SiMa und SiAl für ozeanische und kontinentale Kruste wurden ebenfalls von Suess zuerst geprägt.

## Ehrungen

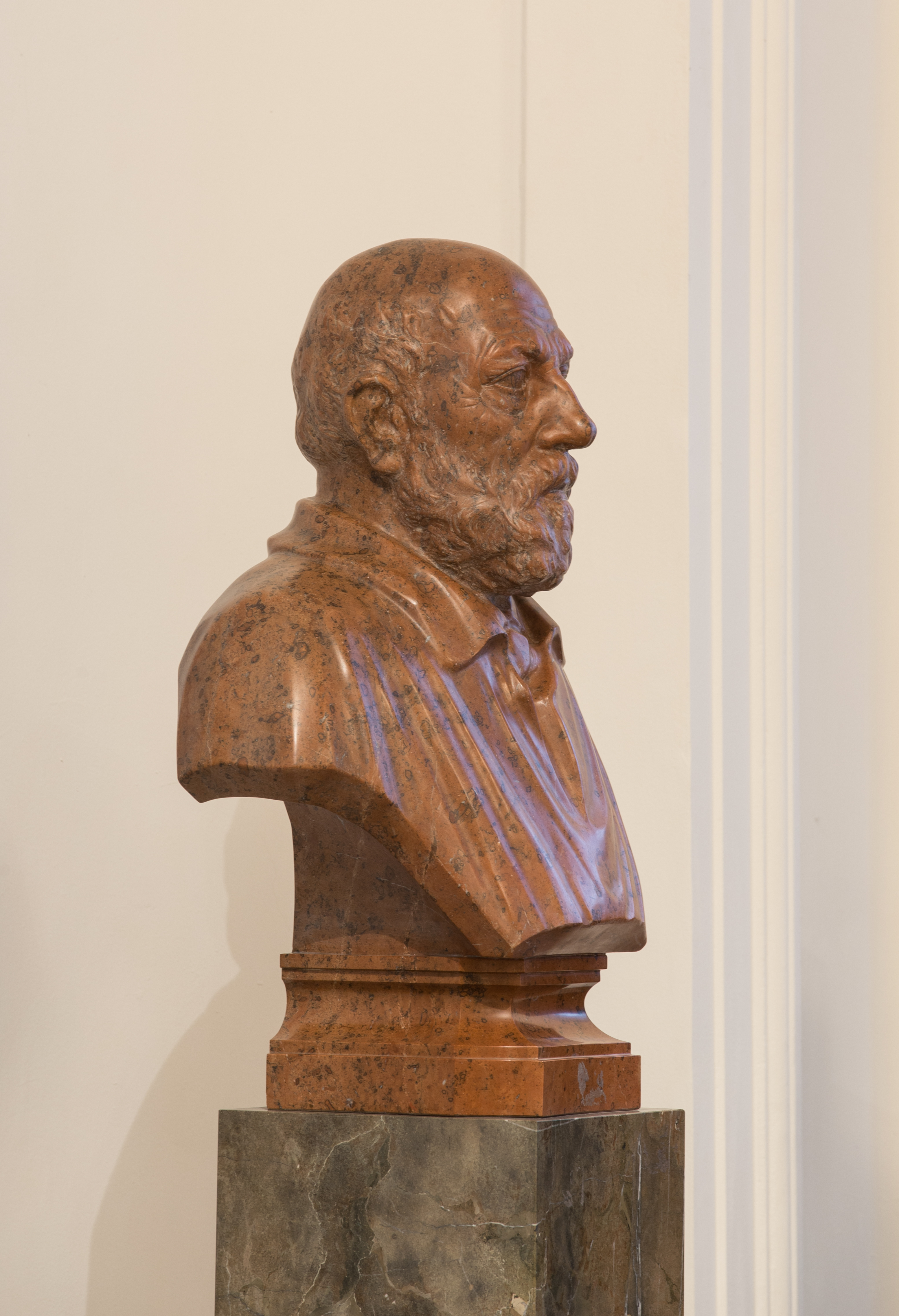
Büste in der Neuen Aula (Sitz der Österreichischen Akademie der Wissenschaften)

Für seine Verdienste um die Geologie wurde Eduard Suess 1896 mit der Wollaston-Medaille der Geological Society of London ausgezeichnet. Nach ihm wurde der Suessgletscher im ostantarktischen Viktorialand, der Mount Suess im Transantarktischen Gebirge, der See Sjussa auf der Südinsel Nowaja Semljas, der Marskrater Suess und der Mondkrater Suess benannt.
Seit 1880 war er korrespondierendes Mitglied der Bayerischen Akademie der Wissenschaften und seit Dezember 1889 der Académie des sciences (ab 1900 auswärtiges Mitglied), seit 1898 Mitglied der National Academy of Sciences sowie seit 1900 auswärtiges Mitglied der Preußischen Akademie der Wissenschaften. 1901 wurde er Ehrenmitglied der Russischen Akademie der Wissenschaften in St. Petersburg, nachdem er bereits 1887 zum korrespondierenden Mitglied gewählt worden war. Der Royal Society of Edinburgh gehörte er seit 1905 als Ehrenmitglied (Honorary Fellow) an. 1894 war er Vorsitzender der Gesellschaft Deutscher Naturforscher und Ärzte und wurde im Dezember als assoziiertes Mitglied in die Académie royale des Sciences, des Lettres et des Beaux-Arts de Belgique aufgenommen. 1910 wurde er Ehrenvorsitzender der Geologischen Vereinigung.
1928 wurde im Vorpark des Palais Schwarzenberg (Schwarzenbergplatz) im 3. Wiener Gemeindebezirk das von Franz Seifert gestaltete Suessdenkmal aufgestellt, und zwar nahe dem zur Fertigstellung der Ersten Wiener Hochquellenleitung errichteten Hochstrahlbrunnen. (Suess hatte am Bau dieser Wasserleitung großen Anteil.) Im Zweiten Weltkrieg entfernt, hatte das Denkmal 1951 bis 1969 einen anderen Standort.
Das Suess-Tor auf dem Campus der Universität Wien trägt seit 1998 seinen Namen.
Die Eduard-Sueß-Gedenkmünze der Österreichischen Geologischen Gesellschaft ist ihm zu Ehren benannt.

### Straßenbenennungen und Gedenktafeln
Im Jahr 1947 wurde in Wien Rudolfsheim-Fünfhaus (15. Bezirk) die Eduard-Sueß-Gasse nach ihm benannt. Die Gasse hatte schon bis 1938 Sueßgasse geheißen, die ursprüngliche Benennung erfolgte jedoch nach dem Lederfabrikanten und Wohltäter Friedrich Sueß (geboren 1833), einem jüngeren Bruder von Eduard. Nach dem Tod von Eduard Suess im Jahr 1914 erfolgte eine Ehrungsübertragung des Straßennamens auf diesen, die jedoch ab 9. Dezember 1938 aufgehoben wurde. Die Straße hieß danach Penckgasse.
Weitere Straßen wurden in Linz, St. Pölten, Marz und Hirschwang an der Rax nach Eduard Suess benannt.

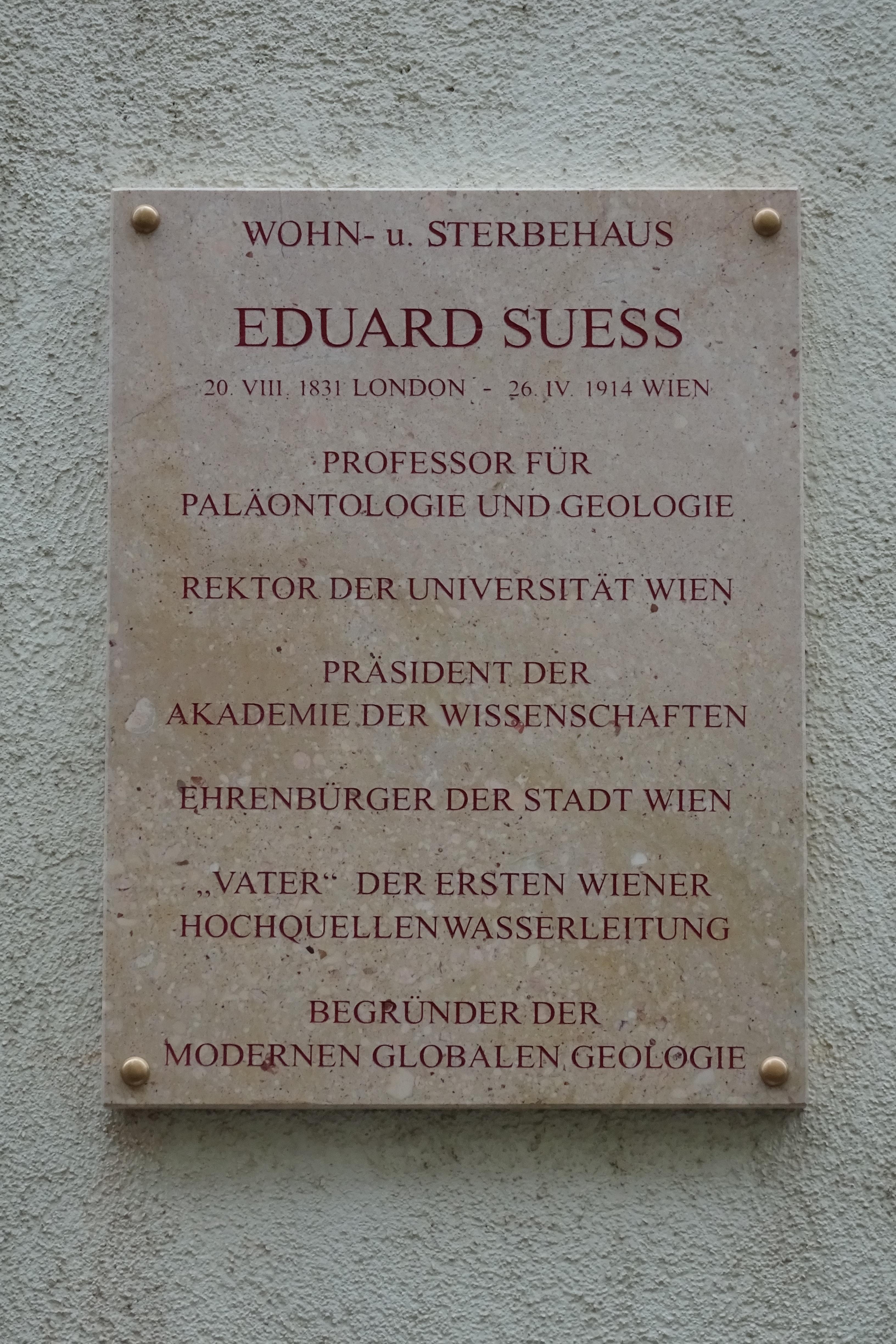
Gedenktafel in der Afrikanergasse 9

Am 20. August 2014 wurde die Straßentafel Tethysgasse entlang einer kurzen Verkehrsfläche, die die Praterstraße und die Afrikanergasse in Höhe des Wohn- und Sterbehauses von Eduard Suess (Afrikanergasse 9) verbindet, enthüllt. Sie erinnert an die Benennung des Ozeans Tethys durch Eduard Suess. Sein Geburtshaus in 4 Duncan Terrace, London N1 wurde von der Geological Society of London mit einer Gedenktafel versehen.
 2022 wurde an seinem Wohn- und Sterbehaus in der Afrikanergasse 9 in der Leopoldstadt eine Gedenktafel enthüllt. Eine weitere Gedenktafel findet sich am Gebäude in der Landesgerichtsstraße 12 in der Inneren Stadt, wo Sohn Franz Eduard Suess und Enkel Hans Eduard Suess lebten.

## Schriften
- Zur Kenntniss des Stringocephalus Burtini Defrance. 1853 (zobodat.at [PDF]).
- Über die Brachiopoden der Kössener Schichten. 1854 (Digitalisat bei core.ac.uk).
- Der Boden der Stadt Wien. 1862 (zobodat.at [PDF]).
- Die Entstehung der Alpen. 1875.
- Das Antlitz der Erde, 3 Bände. 1883–1909; 1904–1924 (Digitalisat bei archive.org).
- Erinnerungen. 1916 (Digitalisat bei archive.org).